# Sport Club Dynamo Berlin 1955
La pagina raccoglie i dati riguardanti la Dinamo Berlino nelle competizioni ufficiali della stagione 1955.

## Rosa
| N. |                         | Ruolo | Calciatore       |
| -- | ----------------------- | ----- | ---------------- |
|    | Germania Est (bandiera) | P     | Heinz Klemm      |
|    | Germania Est (bandiera) | D     | Wolfgang Bock    |
|    | Germania Est (bandiera) | D     | Erhard Haufe     |
|    | Germania Est (bandiera) | D     | Werner Heine     |
|    | Germania Est (bandiera) | D     | Herbert Maschke  |
|    | Germania Est (bandiera) | D     | Manfred Michael  |
|    | Germania Est (bandiera) | D     | Lothar Punt      |
|    | Germania Est (bandiera) | D     | Herbert Schoen   |
|    | Germania Est (bandiera) | C     | Karl-Heinz Holze |

| N. |                         | Ruolo | Calciatore       |
| -- | ----------------------- | ----- | ---------------- |
|    | Germania Est (bandiera) | C     | Karl Schäffner   |
|    | Germania Est (bandiera) | C     | Günter Schröter  |
|    | Germania Est (bandiera) | C     | Günther Usemann  |
|    | Germania Est (bandiera) | C     | Heinz Wrobel     |
|    | Germania Est (bandiera) | A     | Gerhard Hänsicke |
|    | Germania Est (bandiera) | A     | Johannes Matzen  |
|    | Germania Est (bandiera) | A     | Pinske           |
|    | Germania Est (bandiera) | A     | Stang            |

## Statistiche

### Statistiche di squadra
| Competizione | Punti | In casa | In casa | In casa | In casa | In casa | In casa | In trasferta | In trasferta | In trasferta | In trasferta | In trasferta | In trasferta | Totale | Totale | Totale | Totale | Totale | Totale | DR  |
| Competizione | Punti | G       | V       | N       | P       | Gf      | Gs      | G            | V            | N            | P            | Gf           | Gs           | G      | V      | N      | P      | Gf     | Gs     | DR  |
| ------------ | ----- | ------- | ------- | ------- | ------- | ------- | ------- | ------------ | ------------ | ------------ | ------------ | ------------ | ------------ | ------ | ------ | ------ | ------ | ------ | ------ | --- |
| Campionato   | 18    | 6       | 5       | 0       | 1       | 22      | 7       | 6            | 3            | 2            | 2            | 13           | 5            | 13     | 8      | 2      | 3      | 35     | 12     | +23 |

### Statistiche dei giocatori
| Giocatore | DDR-Oberliga | DDR-Oberliga | DDR-Oberliga | DDR-Oberliga |
| Giocatore | Pres         | Gol          | Am           | Esp          |
| --------- | ------------ | ------------ | ------------ | ------------ |
| Bock      | 11           |              |              |              |
| Hänsicke  | 5            | 4            |              |              |
| Haufe     | 2            |              |              |              |
| Heine     | 13           |              |              |              |
| Holze     | 7            | 4            |              |              |
| Klemm     | 13           |              |              |              |
| Maschke   | 13           |              |              |              |
| Matzen    | 12           | 4            |              |              |
| Michael   | 7            | 2            |              |              |
| Pinske    | 8            | 2            |              |              |
| Punt      | 4            |              |              |              |
| Schäffner | 13           | 4            |              |              |
| Schoen    | 11           |              |              |              |
| Schröter  | 13           | 10           |              |              |
| Stang     | 6            |              |              |              |
| Usemann   | 2            |              |              |              |
| Wrobel    | 5            | 3            |              |              |